# ديفيد كريمر
ديفيد كريمر (بالإنجليزية: David Creamer)‏ هو لاعب كرة طاولة ولاعب غولف بريطاني، ولد في 8 ديسمبر 1942.